# 廖崇真

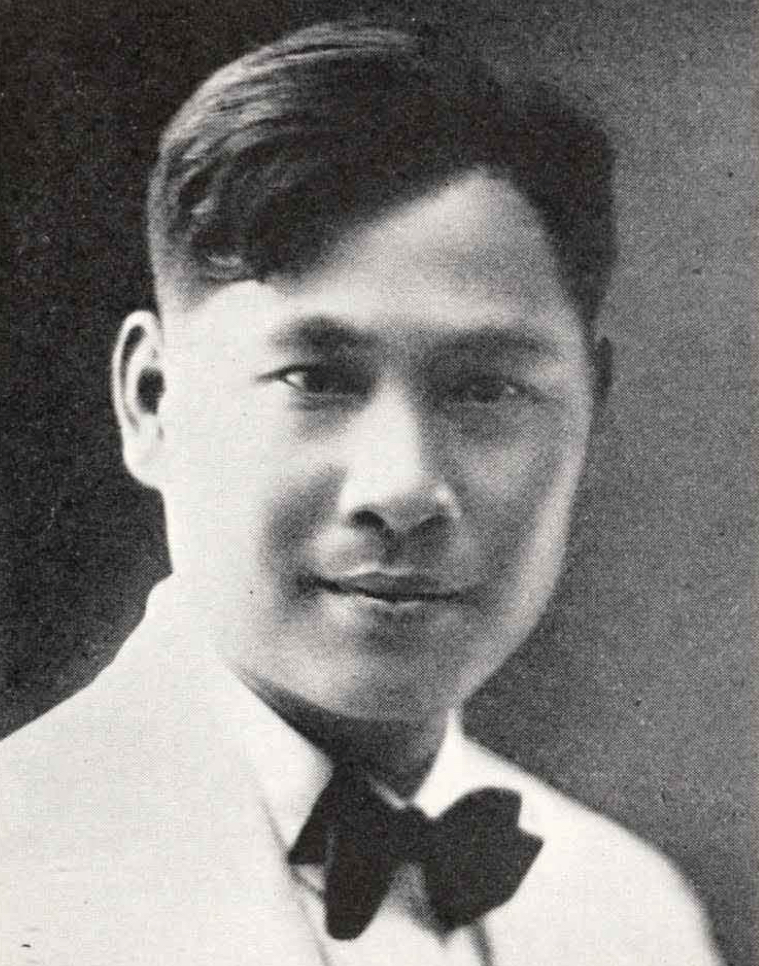
廖崇真

廖崇真（1898年5月25日—1971年9月12日），中華民國廣東省第三任蠶絲改良局局長。

## 生平
廖崇真祖籍蕉嶺縣，後遷居番禺。廖崇真之父廖德山是孫文在香港西醫書院讀書時的同學，中華民國建立後擔任大元帥府顧問。廖崇真生於廣州，1920年考入嶺南大學農科，畢業後前往康奈爾大學農學院學習。在美國期間成為巴哈伊信徒。1927年回到中華民國後擔任東北礦務局林場主任。1929年來到中山大學農學院執教並兼任廣東省農林局副局長，1933年擔任廣東省蠶絲改良局局長，並創辦順德農業職校。1935年兼任全國經濟委員會蠶絲委員會委員。1938年，廖崇真移居香港。1944年回到廣州。1949年再次來到香港，最終廖崇真前往美國並在美國去世。